# Diego Coletti
Diego Attilio Secondo Coletti (Milano, 25 settembre 1941) è un vescovo cattolico italiano, dal 4 ottobre 2016 vescovo emerito di Como.

## Biografia
Nasce a Milano, città capoluogo di provincia e sede arcivescovile, il 25 settembre 1941.

### Formazione e ministero sacerdotale
Nel 1960, dopo aver conseguito la maturità classica presso il Liceo Ginnasio Giuseppe Parini, entra nel Seminario Arcivescovile di Milano.
Il 26 giugno 1965 è ordinato presbitero dal cardinale Giovanni Colombo per l'arcidiocesi di Milano.
Sempre nel 1965 consegue la licenza in Teologia a Milano, alla Facoltà teologica dell'Italia settentrionale. Dal 1965 al 1968 prosegue gli studi presso la Pontificia Università Gregoriana di Roma, risiedendo al Pontificio Seminario Lombardo. Nel 1972 alla Gregoriana ottiene il dottorato in Filosofia con una tesi su «La psicologia dinamica di Hans Thome».
Dal 1968 al 1977 insegna presso il Seminario arcivescovile di Saronno. Tra il 1977 e il 1983 ricopre la carica di rettore del Seminario teologico di Venegono Inferiore, in cui si formano i futuri sacerdoti dell'arcidiocesi di Milano. Tra il 1972 e il 1983 è anche rettore della comunità di teologia nei seminari milanesi e segretario verbalista della Conferenza episcopale lombarda.
Nel 1983 vive presso l'abbazia di San Girolamo in Roma un anno sabbatico per verificare un'eventuale vocazione monastica; successivamente è nominato assistente di studio del cardinale Carlo Maria Martini per la preparazione del convegno di Loreto.
Tra il 1984 e il 1985 è parroco della comunità parrocchiale di Pino sulla Sponda del Lago Maggiore, in provincia di Varese, e assistente diocesano dell'Associazione Guide e Scouts Cattolici Italiani (AGESCI); dal 1985 al 1989 assistente diocesano e regionale (per la Lombardia) dell'Azione Cattolica, oltre che segretario del Consiglio presbiterale arcidiocesano.
Dal 1989 al 2000 è rettore del Pontificio seminario lombardo a Roma; nel 1991 riceve l'incarico di consultore della Congregazione per gli istituti di vita consacrata e le società di vita apostolica, nella sezione degli Istituti secolari. Dal 1996 al 2000 è presidente dell'ARCER (Associazione dei Rettori dei Collegi Ecclesiastici di Roma) e nel 1997 diventa assistente nazionale dell'AGESCI.

### Ministero episcopale

#### Vescovo di Livorno

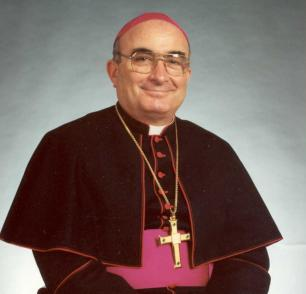
Mons. Diego Coletti

Il 9 dicembre 2000 papa Giovanni Paolo II lo nomina vescovo di Livorno; succede ad Alberto Ablondi, dimessosi per raggiunti limiti di età. Il 13 gennaio 2001 riceve l'ordinazione episcopale, nella cattedrale di Milano, dal cardinale Carlo Maria Martini, coconsacranti i vescovi Bernardo Citterio e Alberto Ablondi. Il 4 febbraio successivo prende possesso della diocesi.
Nel settembre il Consiglio permanente della CEI lo elegge membro della Commissione episcopale per il laicato e delegato dei vescovi italiani al X Simposio dei vescovi europei sul tema "Giovani d'Europa nel cambiamento. Laboratorio della fede". Nel 2003 viene nominato responsabile del Coordinamento mariano regionale. Sempre durante questi anni, la Conferenza Episcopale Toscana lo nomina vescovo delegato per i seminari e le vocazioni, nonché delegato per la Facoltà Teologica dell'Italia Centrale.
A Livorno, tra l'ottobre del 2003 e la primavera del 2006, conduce visite pastorali a tutte le comunità parrocchiali della diocesi.
Nel dicembre 2004 Giovanni Paolo II lo nomina consultore della Congregazione per l'educazione cattolica.
Nel 2005, nell'ambito dell'assemblea della CEI, viene eletto presidente della Commissione episcopale per l'educazione cattolica, la scuola e l'università ed entra a far parte del consiglio permanente della Conferenza Episcopale Italiana. Da questa posizione si esprime più volte anche sui mass-media nazionali su tematiche collegate all'educazione e alla scuola (l'episodio più rilevante risale all'agosto 2009, in risposta a una sentenza giudiziaria che decretava l'illegittimità della concessione dei crediti scolastici per l'insegnamento della religione cattolica).
Dal giorno della nomina a vescovo di Como, fino all'ingresso in quella diocesi, ricopre l'incarico di amministratore diocesano di Livorno.

#### Vescovo di Como

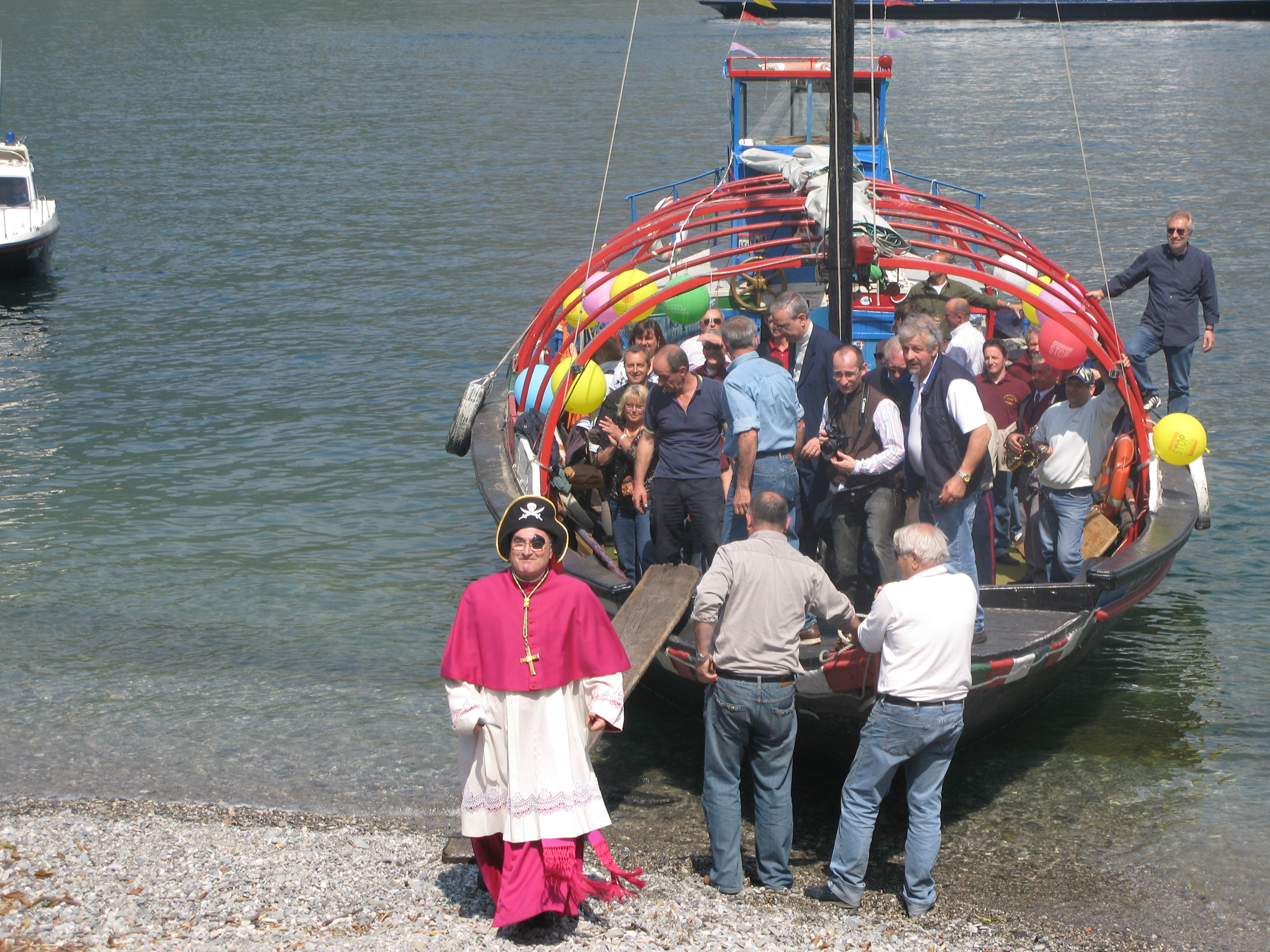
Il vescovo Coletti durante Molo14, il 4 maggio 2008.

Il 2 dicembre 2006 papa Benedetto XVI lo nomina vescovo di Como; succede ad Alessandro Maggiolini, dimessosi per raggiunti limiti d'età. Il 28 gennaio 2007 prende possesso della diocesi.
Sulle rive del Lario modifica la struttura della Curia, dà propulsione alle missioni fidei donum, aprendone una in Perù, nella diocesi di Carabayllo e punta su alcuni progetti da proporre a tutta la diocesi: iniziazione cristiana, percorsi di preparazione al matrimonio per fidanzati, formazione pastorale dei laici e formazione socio-politica, rilancio dell'Azione Cattolica. Prosegue un progetto incominciato dal predecessore: il varo delle comunità pastorali, vista la penuria di nuove vocazioni sacerdotali e fa ricorso all'incardinazione di alcuni sacerdoti religiosi. Nel luglio 2015 annuncia la sospensione praticamente definitiva della missione diocesana in Camerun, nella diocesi di Maroua-Mokolo, che durava dal 1969, a causa delle continue incursioni e dai feroci attacchi dei terroristi di Boko Haram.
Il 24 maggio 2007 viene nominato membro della Congregazione per l'educazione cattolica.
Nel 2010 incomincia la visita pastorale della diocesi. Sempre nel 2010 perde al ballottaggio contro l'arcivescovo metropolita di Torino, Cesare Nosiglia, per l'elezione del vicepresidente della Conferenza Episcopale Italiana per il Nord Italia.
Nel piano pastorale per il 2014 preannuncia l'intenzione di svolgere nel 2016 "un'esperienza sinodale": non un vero e proprio sinodo diocesano, ma qualcosa di molto simile, ciò che si renderà concreto mediante l'assemblea diocesana vissuta nel mese di settembre 2016, con la quale ha tracciato un'ideale conclusione della visita pastorale appena terminata e consegnato alla diocesi intera alcuni spunti di riflessione per il futuro. Tali indicazioni sono state riassunte in un breve libretto dal titolo evocativo: "Sulla spiaggia di Mileto".
È canonico onorario della basilica di Santa Maria Maggiore.
Durante il Molo14, giornata di raduno diocesano per tutti i quattordicenni della diocesi (che, in genere, si tiene la prima domenica del mese di maggio, prima a Bellagio, e ora a Como), ha preso la curiosa abitudine di vestirsi da pirata.
Quando presiede un momento di preghiera, conclude sempre con la recita di una preghiera, che è una delle due formule per l'orazione silenziosamente recitata dal sacerdote all'atto della sua comunione durante l'Eucaristia: "Signore Gesù Cristo, Figlio del Dio vivo, che, per volontà del Padre e con l'opera dello Spirito Santo, morendo hai dato la vita al mondo, per il santo mistero del tuo Corpo e del tuo Sangue, liberami da ogni colpa e da ogni male, fa' che sia sempre fedele alla tua legge e non sia mai separato da te".
Il 4 ottobre 2016 papa Francesco accoglie la sua rinuncia, presentata per raggiunti limiti di età; gli succede Oscar Cantoni, fino ad allora vescovo di Crema. Il 13 novembre si congeda dalla diocesi, celebrando la messa in Cattedrale; si ritira quindi nel comune di Laino.

## Genealogia episcopale
La genealogia episcopale è:
- Cardinale Scipione Rebiba
- Cardinale Giulio Antonio Santori
- Cardinale Girolamo Bernerio, O.P.
- Arcivescovo Galeazzo Sanvitale
- Cardinale Ludovico Ludovisi
- Cardinale Luigi Caetani
- Cardinale Ulderico Carpegna
- Cardinale Paluzzo Paluzzi Altieri degli Albertoni
- Papa Benedetto XIII
- Papa Benedetto XIV
- Papa Clemente XIII
- Cardinale Enrico Benedetto Stuart
- Papa Leone XII
- Cardinale Chiarissimo Falconieri Mellini
- Cardinale Camillo Di Pietro
- Cardinale Mieczysław Halka Ledóchowski
- Cardinale Jan Maurycy Paweł Puzyna de Kosielsko
- Arcivescovo Józef Bilczewski
- Arcivescovo Bolesław Twardowski
- Arcivescovo Eugeniusz Baziak
- Papa Giovanni Paolo II
- Cardinale Carlo Maria Martini, S.I.
- Vescovo Diego Coletti

## Pubblicazioni
A parte le pubblicazioni correlate alla sua carica vescovile, è autore di numerosi volumi a stampa. La sua principale opera di spiritualità è Guida alla meditazione. Per scoprire la dimensione spirituale della vita (coautori Peter Henrici e Peter Wild, Piemme, 1995), pubblicato in seguito in quattro volumi: La scoperta della quiete, La scoperta dell'amore, La scoperta di Dio e La scoperta di Gesù (tutti pubblicati presso Piemme nel 2001). Si segnalano, tra gli altri, delle riflessioni sulla condizione del presbitero oggi (Il dono di essere preti, Àncora, 1990; Vivere da preti, Piemme, 1991) e delle meditazioni biblico-teologiche (Le catene della speranza. Riflessioni sulle lettere di Paolo dalla prigionia, Edizioni San Paolo, 2008).
Ha pubblicato anche articoli, lettere e rilasciato interviste ai quotidiani locali diffusi nelle diocesi di Livorno e Como, sue sedi vescovili. Temi a lui particolarmente cari sono stati il richiamo ai valori della fraternità e dell'accoglienza, alla problematica dell'educazione e l'invito a porsi in una relazione critica e adulta con i meccanismi economici del capitalismo e le sue tendenze consumistiche.
Proprio nel contesto della sua attenzione alla questione dell'educazione, testimoniata anche dal suo incarico specifico per la CEI, si pone la serie di otto video che ha pubblicato nel 2008 sul sito di condivisione video YouTube, dal titolo «Educare. Come e perché».